# Helmholtz instituut
Het Helmholtz Instituut is een onderzoeksschool; een promovendi-opleiding die op initiatief van het Nederlandse Organisatie voor Wetenschappelijk Onderzoek werd opgezet. Het instituut heeft zijn basis aan de Universiteit van Utrecht en maakt deel uit van de focus area Neuroscience & Cognition Utrecht. Het instituut verenigt wetenschappers die werken aan het snijvlak tussen hersenen en cognitie onder de aanname dat het begrijpen van hersenfuncties belangrijk is voor het oplossen van vraagstukken over cognitie en gedrag.